# Toubacouta (Foundiougne)
Pour les articles homonymes, voir Toubacouta.
Toubacouta (ou Toubakouta) est un village du Sénégal, situé dans le Sine-Saloum à une quarantaine de kilomètres au sud de Foundiougne, entre Sokone et Karang Poste.

## Histoire
En décembre 1887, la ville est le siège de la bataille de Toubacouta, qui voit la défaite des troupes de Mamadou Lamine Dramé face aux troupes coloniales françaises.

## Administration

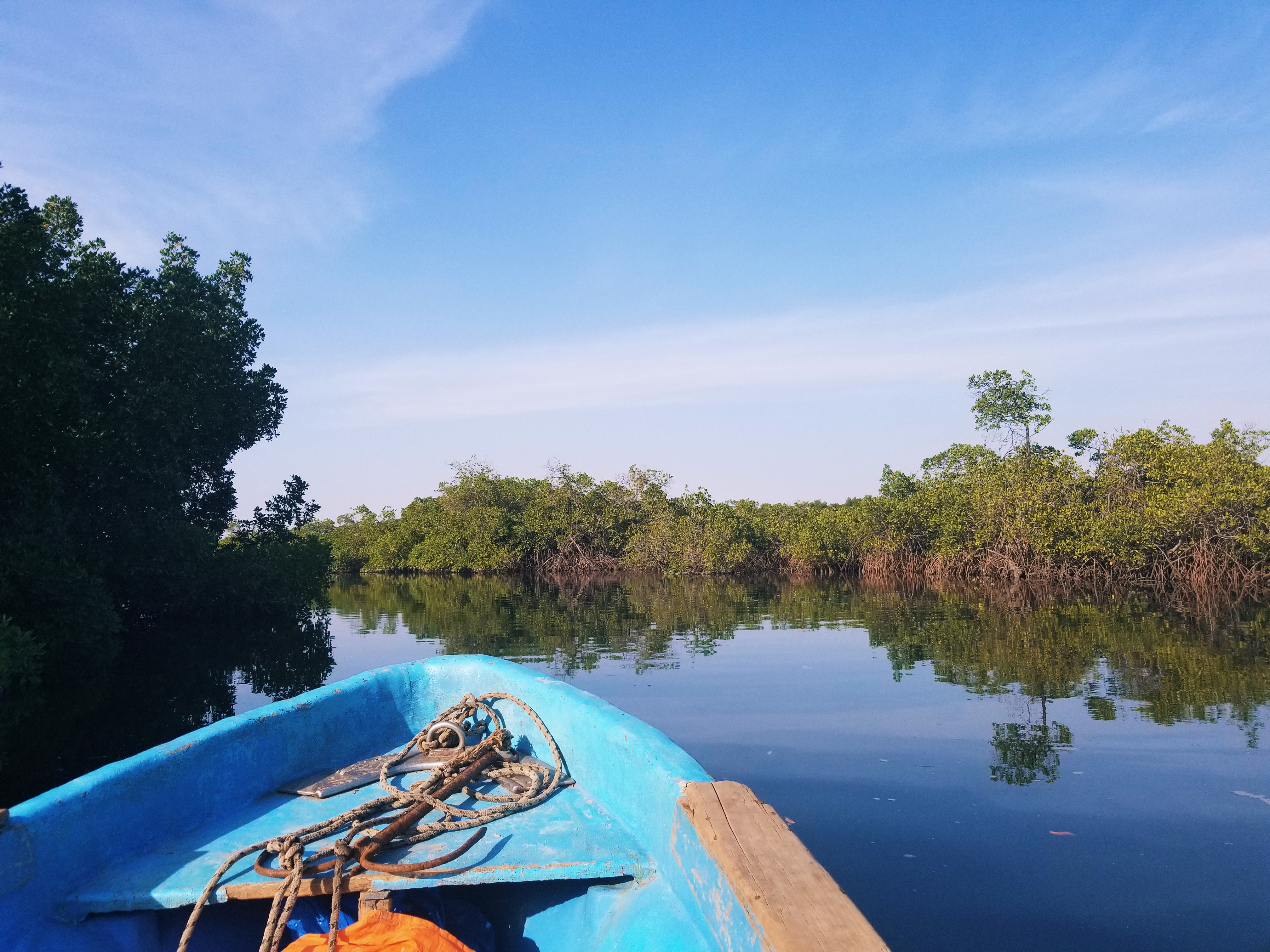
Traversée du bolong à Bani.

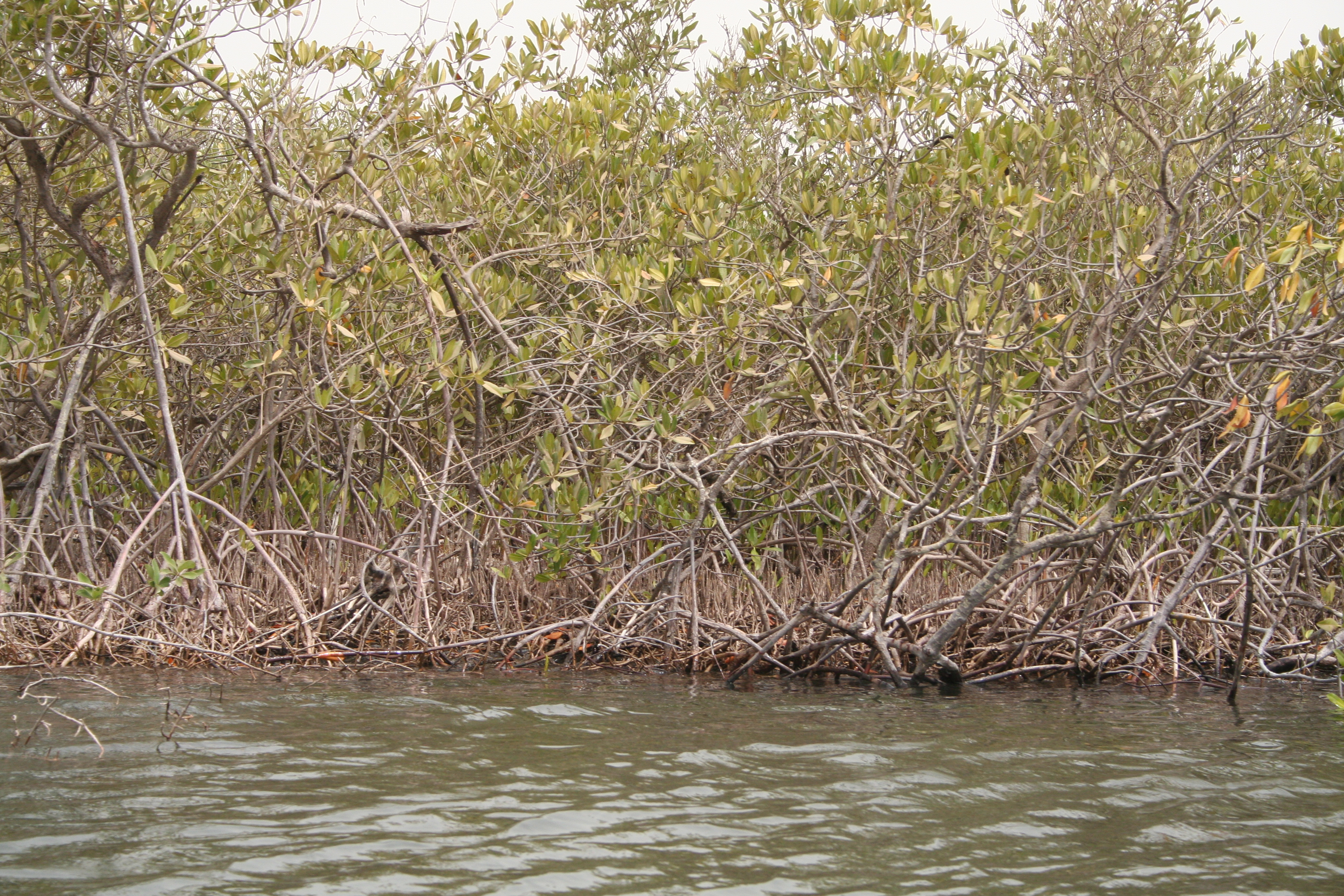
Mangrove de rhizophores près de Toubacouta

Le village fait partie du département de Foundiougne dans la région de Fatick. C'est le chef-lieu de l'arrondissement de Toubacouta.
Le Sous-Préfet s'appelle Ibou N'diaye depuis juin 2009

## Géographie
Les localités les plus proches sont Bani, Soukouta, Sangako, Tabanding, Keur Aliou Gueye et Sourou.

### Physique géologique
Toubacouta se trouve au bord du Bandiala, l'un des bras du Saloum.

### Population
Le village compte environ 6 000 habitants. Ce sont essentiellement des cultivateurs mandingues et des cultivateurs sérères.

### Activités économiques

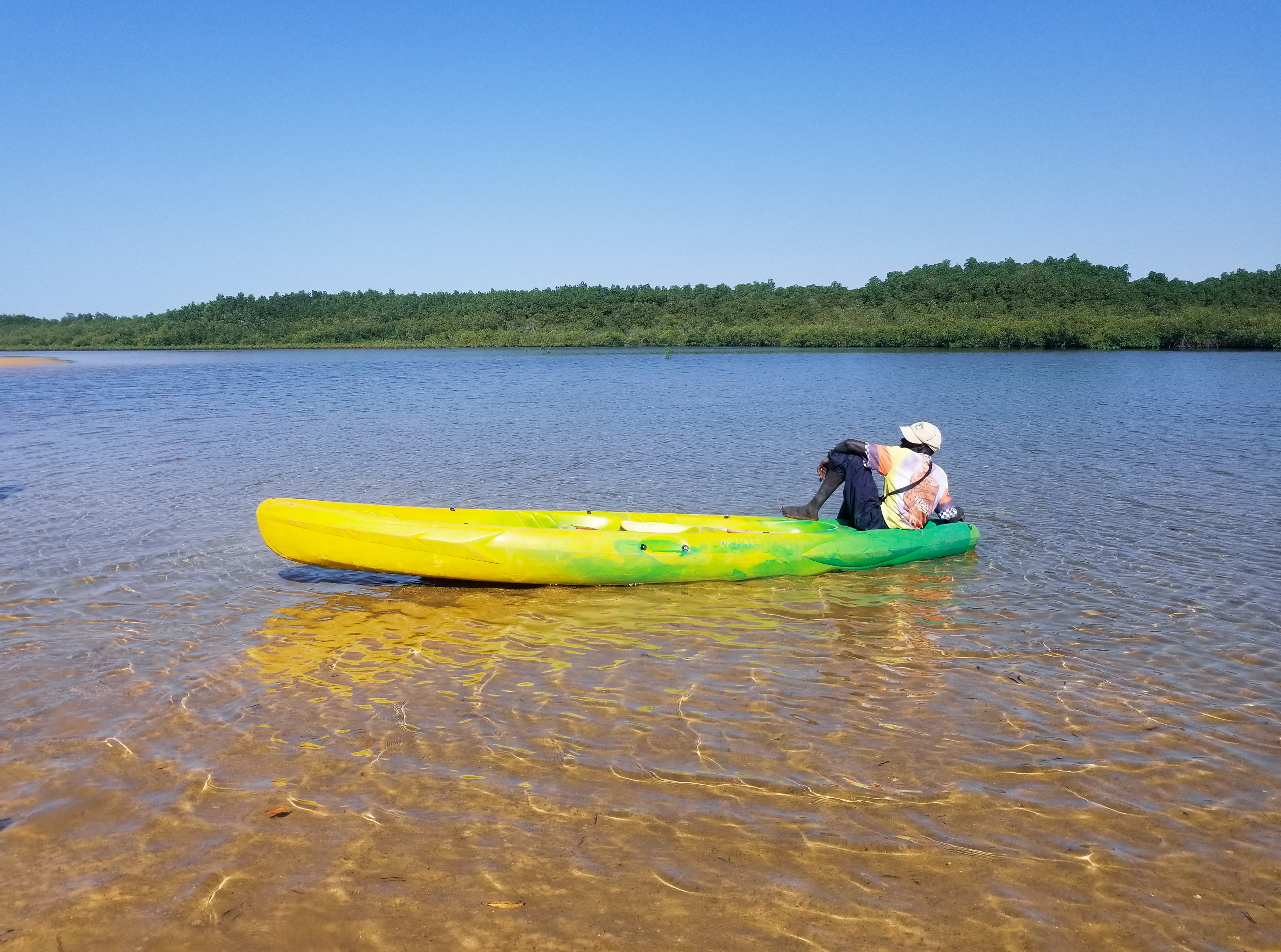
Kayaking à Toubacouta.

Le tourisme se développe grâce aux possibilités de pêche dans les bolongs, de chasse dans une zone très étendue, d'excursions et de découverte des animaux.
Le village se trouve à proximité du Parc national du delta du Saloum.
On y produit également du miel de mangrove.

## Personnalités

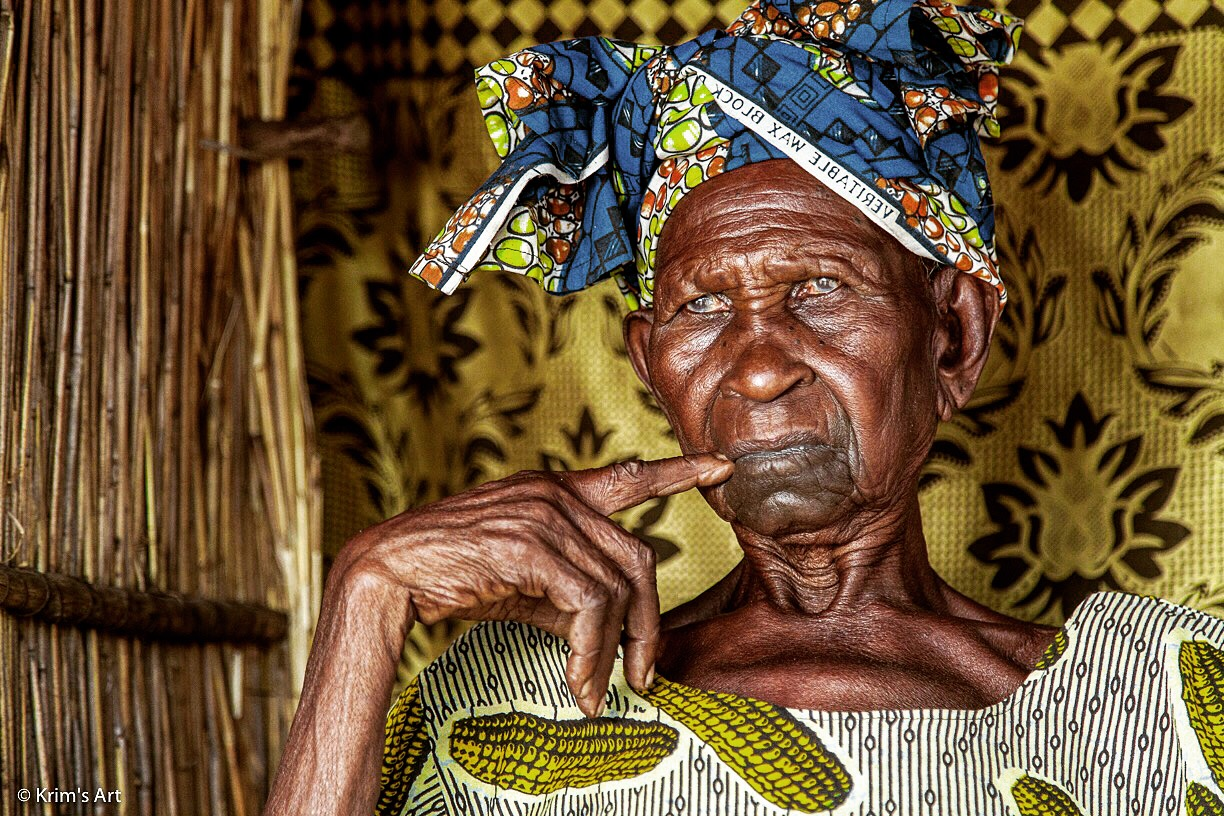
La reine de Sipo.

Fatou Mané, célèbre reine de Sipo, île d'une centaine d'habitants située dans la communeest décédée en 2022 à l'âge de 105 ans. 